# 염봉
염봉(閻奉, ? ~ ?)은 전한 중기의 관료이다. 사마천의 언급에 따르면, 사람을 함부로 때리고 뇌물을 받는 악독한 자였다.

## 생애
무제 때 관리들의 통치는 그저 죽이거나 잡아 가두는 것을 능사로 여겼는데, 염봉 또한 가혹한 자라는 이유로 등용될 정도였다.
원봉 원년(기원전 110), 수형도위에 임명되었다.

## 출전
- 사마천, 《사기》 권122 혹리열전(酷吏列傳)
- 반고, 《한서》 권19하 백관공경표(百官公卿表) 下

| 전임 표 | 전한의 수형도위 기원전 110년 ~ ? | 후임 덕 |